# Maciejkowy Potok
Maciejkowy Potok – potok, lewy dopływ Domagałowego o długości 3 km i powierzchni zlewni 3,64 km².
Potok płynie w Gorcach. Wypływa na wysokości około 700 m n.p.m., u północnych podnóży góry Basielka (1023 m), tuż na granicy lasu i pól. Spływa w północnym kierunku doliną oddzielającą Starmachowski Groń od Czechowej Góry. Górna część potoku spływa przez miejscowość Niedźwiedź, dolna na granicy między Niedźwiedziem i Porębą Wielką. Pomiędzy należącym do Niedźwiedzia przysiółku Maciejki a przysiółkiem Bulasy w Porębie Wielkiej uchodzi do potoku Domagałowego tuż przed jego ujściem do Koniny.
Po zachodniej stronie doliny Maciejkowego Potoku na należącym do Poręby Wielkiej osiedlu Pustka znajdował się rodzinny dom pisarza Władysława Orkana. Tutaj też pisarz ten wybudował nowy, większy dom, w którym obecnie znajduje się Muzeum Biograficzne Władysława Orkana „Orkanówka” w Porębie Wielkiej.

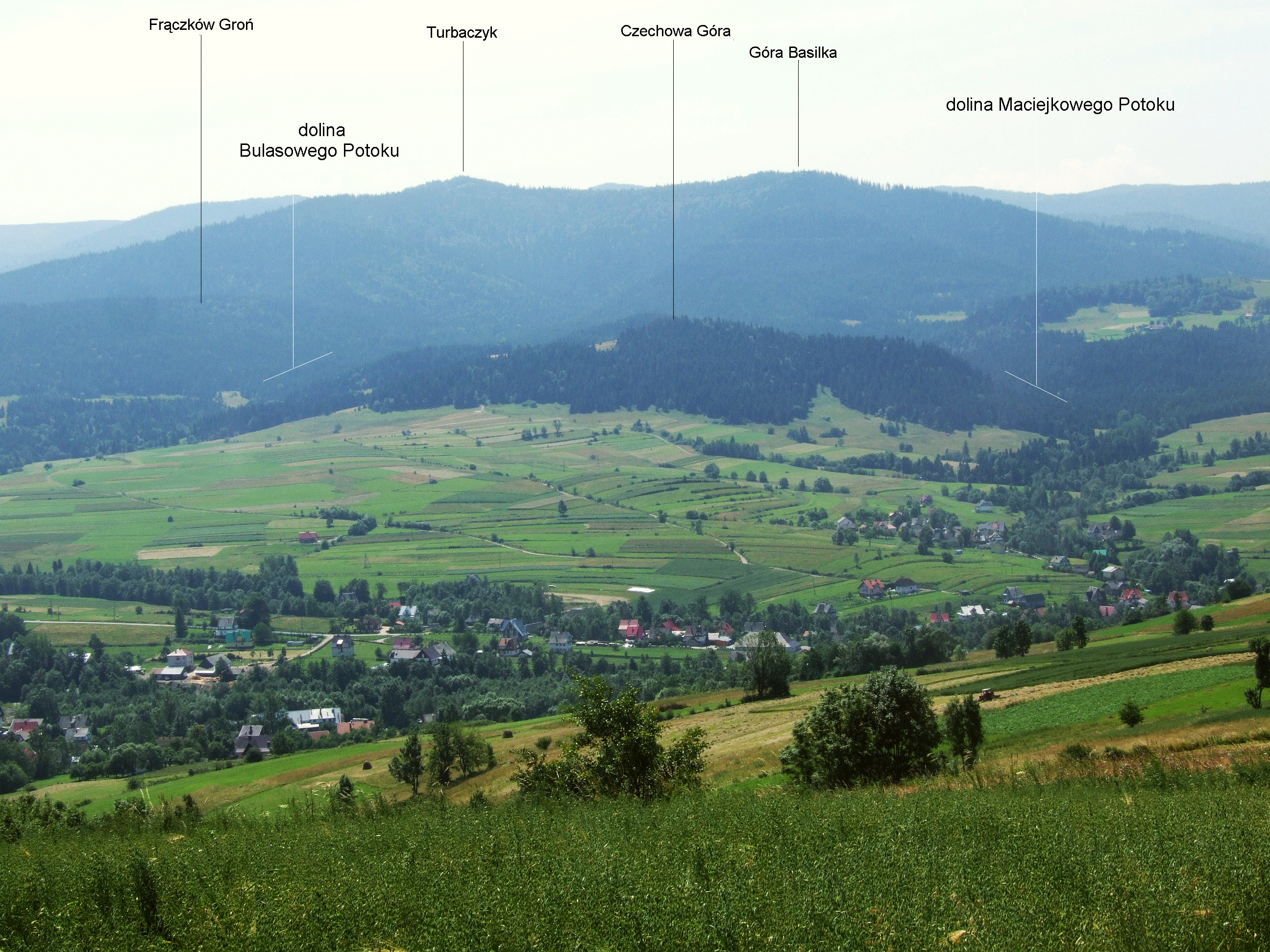
Widok z Potaczkowej na dolinę Maciejkowego Potoku (po prawej)